# Movistar Riders
Movistar Riders ist eine 2017 gegründete spanische E-Sport-Organisation, welche professionelle Spieler in der Disziplin Counter-Strike: Global Offensive und weiteren Spielen unterstützt.

## Übersicht
Die Movistar Riders sind vor allem für ihre Aktivitäten im Spiel Counter-Strike: Global Offensive bekannt. So konnte die Organisation bisher (Stand: Juli 2022) sieben mittelgroße und ein größeres Turnier gewinnen. Dabei waren die größten Erfolge die Siege bei der OMEN WGR European Challenge 2021 sowie beim ESL Challenger at DreamHack Valencia 2022. Bei Letztgenanntem konnte man sich im Finale mit 2:1 gegen die favorisierten Outsiders durchsetzen, ein Team bestehend aus überwiegend russischen Spielern, die eigentlich für die Organisation Virtus.pro aufgelaufen sind, aufgrund des russischen Angriffskriegs auf die Ukraine aber unter neuem Namen antreten mussten. Das Turnier fand in der spanischen Heimat des Teams statt, sodass man in Valencia hatte vor heimischen Publikum spielen können. Das Preisgeld betrug 50.000 US-Dollar für den Turniersieg.
Im Sommer 2022 konnte man besondere Aufmerksamkeit erzielen. Mit einem 2:1-Sieg gegen das favorisierte Team Liquid im Viertelfinale der ESL Intel Extreme Masters in Köln konnte man sich bei dem prestigeträchtigen, größten in Deutschland ausgetragenen Turnier unter die besten vier Teams der Welt spielen. Im Halbfinale unterlag man dem FaZe Clan mit 0:2. Vor dem Turnier befand sich das Team lediglich auf Platz 18 der Weltrangliste.

## Aktuelles Lineup

### Counter-Strike: Global Offensive
- Alejandro „mopoz“ Fernández-Quejo Cano
- Alejandro „ALEX“ Masanet Candela
- Raúl „DeathZz“ Jordán Nieto
- Antonio „Martinez“ Martinez Sánches
- David „dav1g“ Granado Bermudo
- Galder „bladE“ Barcena (Coach)